# امحقيبة (المضاربة والعارة)

تعديل مصدري - تعديل

امحقيبة هي إحدى قرى عزلة المضاربة بمديرية المضاربة والعارة التابعة لمحافظة لحج، بلغ تعداد سكانها 0 نسمة حسب تعداد اليمن لعام 2004.